# Німер
Німер (англ. Nimer, араб. نمر) — поселення в Сирії, що складає невеличку друзьку общину в нохії Джасім, яка входить до складу мінтаки Ізра в південній сирійській мухафазі Дара.